# K-1 Grand Prix
K-1 Grand Prix (ook wel Fighting Illusion V: K-1 Grand Prix '99) is een computerspel dat werd ontwikkeld door Daft voor de PlayStation. Het spel kwam in Japan in 1999 uit. Het is een sportspel waarbij de speler K-1 beoefenen. Naast vechten tegen 32 verschillende tegenstanders kan de speler ook zelf tegenstanders maken. Het spel kan tegen de computer of tegen een andere speler gespeeld worden. Het spel heeft ook een trainingmodus en een toernooi modes.

## Ontvangst
| Beoordeeld door      | Platform | Jaar        | Score |
| -------------------- | -------- | ----------- | ----- |
| Absolute Playstation | 2000     | PlayStation | 79%   |
| Daily Radar          | 2000     | PlayStation | 50%   |
| GameSpot             | 2000     | PlayStation | 31%   |
| IGN                  | 2000     | PlayStation | 30%   |